# 扶余隆
扶余 隆（ふよ りゅう、615年 - 682年）は、百済最後の王である義慈王の太子。

## 生涯
義慈王の4年（644年）に太子となる。義慈王は同14年（654年）春の国内の大旱魃をよそに、翌年（655年）2月、この太子のために宮殿を奢侈・壮麗をきわめる姿に改築している。
同20年（660年）7月、新羅が唐と連合して百済を攻めた際に、降服した。その際、新羅の文武王は、隆を馬の前にひざまずかせて「お前の父はかつて私の妹を殺し、その屍を獄中に埋めた。私の心を20年間傷つけた。今日、お前の命はわが手中にある」と罵ったと言われる。その後、唐の将軍蘇定方は、百済の王・太子以下50人あまりを唐の都へ送ったという。
同年、百済の宗室である鬼室福信は故国の復興をはかり、倭国（日本）の人質であった扶余豊璋を迎えて、周留城を拠点として唐への抵抗運動を続けた。これに対して唐の皇帝・高宗は劉仁軌を派遣して帯方郡の刺史とし、孫仁師を遣わして彼らを討伐した。この時、隆も劉仁軌らとともに水軍を率いて、白村江にて倭国および百済の軍と戦い、勝利した（白村江の戦い）。敗れた豊璋は高句麗に亡命した。
唐の麟徳2年（665年8月、天智天皇4年、新羅の文武王5年）、高宗は隆を熊津都督に任命して故国に帰還させ、新羅と和親して、百済の遺民を招撫させている。隆は熊津城に到着すると、文武王とともに白馬を殺してその血をすすり、盟誓を行った。馬の血をすすり終わると、性幣を壇の壬地に埋め、盟約書を新羅の宗廟に所蔵させた。これを受けて、翌年1月、彼らは劉仁軌に従い、唐の泰山で行われた高宗の封禅の儀に参加している。
しかし、隆は新羅の圧迫を畏れ、あえて百済の故地には留まらなかった。儀鳳2年（677年）、唐はさらに隆を光禄大夫太常員外卿兼熊津都督帯方郡王に任じ、百済遺民を集めさせたが、この時、百済の故地は荒れ果て、新羅の領土とされてしまった。隆はついに故国に帰還することができずに、永淳元年（682年、新羅の神文王2年）に、68歳で洛陽の私邸で没したという。
扶余隆の最期を『旧唐書』は以下記す。